# Шовкуненко Олексій Олексійович
Олексі́й Олексі́йович Шовкуне́нко (9 березня (21 березня за новим стилем) 1884, Херсон — 12 березня 1974, Київ) — український маляр-аквареліст, майстер пейзажу і портрета, педагог.
Народний художник СРСР (4.1.1944). Дійсний член Академії мистецтв СРСР (від 1947 року).

## Біографія

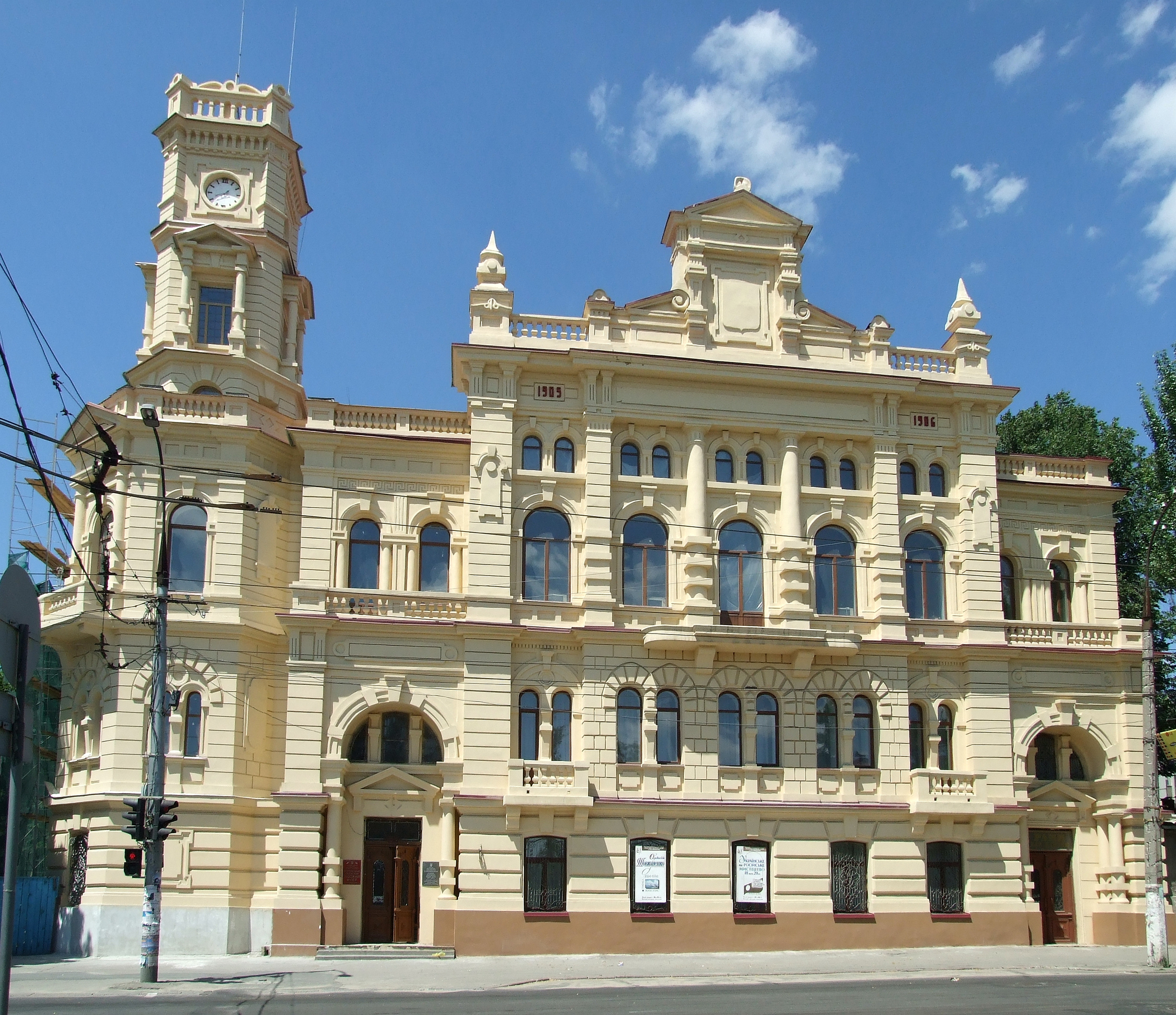
Херсонський художній музей імені Олексія Шовкуненка

1899 року був відданий у підмайстри в іконописну майстерню в Херсоні. Мистецьку освіту здобув в Одеському художньому училищі (1908) і Петербурзькій академії мистецтв (1917).
Викладач Одеського політехнікуму образотворчих мистецтв (з 1926), Одеського художнього інституту (з 1929) і проф. Київського художнього інституту (1936—1965).

Надгробок Олексія Шовкуненка

У 1913—1919 роках брав участь у виставках Товариства південноросійських художників.
Помер 12 березня 1974 року. Похований на Байковому кладовищі в Києві (надгробок — бронза, граніт; скульптор О. П. Скобликов, архітектор А. Ф. Ігнащенко; встановлений у 1979 році).
Серед його учнів — Ісак Тартаковський, Ростислав Сильвестров, Петро Сулименко, Ганна Юхно-Гуревич, Володимир Югай, Михайло Бароянц та інші.

## Творчість
Шовкуненко — автор численних портретів письменників Юрія Яновського, Павла Тичини, Максима Рильського, Івана Ле, Леоніда Первомайського, акторів Марії Литвиненко-Вольгемут, Бели Руденко, Наталії Ужвій у ролі Раневської, архітекторів Євгена Катоніна, Володимира Заболотного, скульпторів Миколи Лисенка, Бориса Яковлева, академіка Олега Богомольця, генерала Сидора Ковпака тощо.
У середині 30-х років портретованими Шовкуненка стають робітники суднобудівного заводу та молдавські колгоспниці. На Одеському суднобудівному заводі художник створює такі картини як «Портрет бригадира ударної бригади ковалів Бєльцова» (1935), «Портрет стахановців-фрезерувальників Рудашевського та Гейдріха» (1935—1936). Особливістю цих портретів, зазначає Ігор Шаров є те, що вони, чи не найперші в українському мистецтві показують робітників у цехах, у трудовій обстановці. Це надає картинам певного напруження, відтворює художній ритм. Художник вдається до складного освітлення, побудувавши колорит на зіставленні теплих, червонувато-жовтих і холодних, сірувато-блакитних тонів.
Найкращим у циклі портретів молдавських колгоспниць є картина «Декіца Фрунзе», сповнена неприхованої національної своєрідності. Автор створив образ жінки-селянки, милуючись її вродою, підкресливши натхненність її обличчя.
Краєвиди України («Повінь. Конча Заспа», «Дуби» (1953), «Дуби на галявині» (1956; Херсонський художній музей), Молдови, Кавказу, Уралу, Кабардино-Балкарії, Башкирії; зокрема індустріальні серії з будов Одеси (1925—1935), «Дніпробуду» (1930—1935, понад 70 аркушів), Луганська та ін.
1937 року за акварелі із серії «Дніпробуд» здобув золоту медаль на паризькій міжнародній виставці «Мистецтво і техніка в сучасному житті».
Відомі також натюрморти Олексія Шовкуненка («Натюрморт з синім глечиком» (1930) та інші).
Ім'ям художника назван Херсонський художній музей, у колекції музею знаходиться 154 роботи художника.

## Премії
1970 — Державна премія УРСР імені Тараса Шевченка.